# 船渓真弓
船渓 真弓（ふなたに まゆみ）は、日本のタレント、声優。元オフィスBAN所属。兵庫県伊丹市出身。
身長157cm。

## 交通機関におけるアナウンス
- 京阪電気鉄道
  - 新3000系・8000系・13000系[1]